# فرودگاه بین‌المللی دیرا گازی کان
فرودگاه بین‌المللی دیرا گازی کان (به انگلیسی: Dera Ghazi Khan International Airport) یک فرودگاه همگانی با کد یاتا DEA است که یک باند فرود آسفالت دارد و طول باند آن ۱۹۸۱ متر است. این فرودگاه در کشور پاکستان قرار دارد و در ارتفاع ۱۴۸ متری از سطح دریا واقع شده‌است.